# CCN TV6
Caribbean Communications Network Television 6 (CCN TV6) es un canal de televisión de señal abierta de Trinidad y Tobago. Opera un sistema de televisión analógica NTSC , transmitiendo en los canales 6 y 18 en la isla de Trinidad y el canal 19 en Tobago. Sus estudios están ubicados en 35-37 Independence Square, Puerto España.

## Historia
CCN TV6 comenzó a transmitir el 31 de agosto de 1991, con un horario de visualización de 6:00 a. m. a 10:00 pm todos los días. Antes de esa fecha, las opciones de audiencia eran limitadas ya que la Trinidad and Tobago Television (ttt), propiedad del gobierno, era la única opción. TV6 se convirtió en la primera estación de televisión operada independientemente en el Caribe de habla inglesa, transmitiendo a más del 80% de la población de Trinidad y Tobago. Una vez que se lanzó TV6, el monopolio de la televisión se rompió con la apertura del mercado.
En TV6, a lo largo de los años, han trabajado varios locutores veteranos muy conocidos en Trinidad y Tobago, como Francesca Hawkins y Dominic Kalipersad.

## Información corporativa
La estación fue lanzada por Caribbean Communications Network, propietarios de Trinidad Express, en 1991. Para el primer semestre de 2002, TV6 comenzó a solidificar su integración en línea con el sitio web insignia Trinidad Express. CCN TV6 comenzó a incluir gran parte de su noticiero nocturno en línea, para que los clientes accedan como noticias a pedido en el sitio web de Trinidad Express. En 2005, CCN se fusionó con Barbados Nation para formar una nueva empresa, One Caribbean Media Ltd. El gerente general de CCN TV6 es Shida Bolai.

## Programación
La estación es la emisora mejor calificada en Trinidad y Tobago y su programación consiste en series de televisión locales y estadounidenses populares como Crime Watch, Grey's Anatomy, Without a Trace, Smallville, Monk, Desperate Housewives y CSI: Crime Scene Investigation, US Daytime. telenovelas como The Bold and the Beautiful y The Young and the Restless, series dramáticas locales y regionales como Westwood Park y la serie jamaicana Royal Palm Estate y noticias locales.
La estación también tiene un compromiso de larga data con la programación deportiva y es la emisora oficial de la Copa Mundial de la FIFA.
El 3 de junio de 2015, TV6 (entre otras estaciones locales) transmitió un infomercial con un discurso del exejecutivo de la FIFA y CONCACAF y nativo de Trinidad, Jack Warner, titulado Jack Warner: The Gloves are Off , titulado Jack Warner: The Gloves are Off , en el cual afirmó que tenía documentos que vinculaban el resultado de las elecciones generales de Trinidad y Tobago de 2010 con las finanzas de la FIFA y él mismo y dijo que su vida estaba en peligro, que había entregado los documentos a los abogados y que "ya no guardaría secretos para aquellos que buscan activamente destruir el país". En respuesta, el comediante John Oliver, presentador de la serie de comedia de noticias de HBO Last Week Tonight, organizada para su propia dirección pagada, John Oliver: The Mittens of Disapproval are On, saldrá al aire en TV6 el 9 de junio. Durante la transmisión, Oliver pidió a Warner que divulgara la información que decía poseer.

## Noticias
Las noticias de TV6 funcionan durante una hora completa a partir de las 7:00 pm y también tienen una transmisión simultánea de ese programa en 88.7 FM. La estación también emitió un noticiero de media hora a las 10:00 p. m. Presentado por Michelle Awai con Damian Salandy al frente del pronóstico del tiempo, pero esto se suspendió en 2016. La estación fue la primera en transmitir un noticiero a la hora del almuerzo a partir de 2005, que tiene una duración de 15 minutos. . El programa matutino de actualidad Morning Edition incluye entrevistas con los principales creadores de noticias de Trinidad y Tobago.
Las noticias de TV6 están dirigidas por Desha Rambhajan, Faine Richards, Phillip Lopez, Joel Villafana y Yogita Ramroop. La estación también transmite noticias breves cada hora durante el día, así como actualizaciones de noticias a las 5:00 pm, 6:00 pm, 6:30 pm y 9:00 pm. Dominic Kalipersad dirigió la sala de redacción de la estación en dos ocasiones, en los 90 y de 2006 a 2016.
La transmisión insignia de las 7:00 pm ha estado a la vanguardia en índices de audiencia desde 1997, lo que lo convierte en uno de los programas más vistos en Trinidad y Tobago y también es el líder en traer noticias de última hora de todo el país.

## Presentadores y presentadores

### Ex presentadores y presentadores
- 1991–1993 - Nigel Augustus, Francesca Hawkins e Ira Mathur
- 1993–1995 - Dominic Kalipersad y Francesca Hawkins
- 1995–1997 - Francesca Hawkins
- 1997–1998 - Vaughn Salandy
- 1998-2003: Carla Foderingham, Roger Sant y Shelly Dass
- 2003-2005: Nathalie Williams, Colleen Holder, Roger Sant y Shelly Dass
- 2006-2007 - Colleen Holder, Cherise D'Abadie y Samantha John
- 2007-2008 - Samantha John y Cherise D'Abadie
- 2008-2011: Samantha John, Fabian Pierre, Diane Baldeo-Chadeesingh, Joel Villafana y Damian Salandy
- 2011-2013: Samantha John, Faine Richards, Diane Baldeo-Chadeesingh, Phillip Lopez, Gail Rajack, Terrance Clark, Joel Villafana, Michelle Awai y Damian Salandy
- 2013–2014: Samantha John, Faine Richards, Phillip Lopez, Marlon Hopkinson, Joel Villafana, Michelle Awai y Damian Salandy
- 2014-presente - Desha Rambhajan, Faine Richards, Phillip Lopez, Marlan Hopkinson, Joel Villafana, Michelle-Ann Awai y Damian Salandy

### Presentadores y presentadores actuales
- Desha Rambhajan - The TV6 News
- Anselm Gibbs - The TV6 News
- Dominic Kalipersad - TV6 Weekend News
- Seigonie Mohammed - TV6 Weather
- Joel Villafana - TV6 Sport
- Michelle Ann Awai - TV6 Weekend News

Francesca Hawkins sirvió como la primera presentadora principal de la estación desde sus inicios hasta 1997. Luego fue reemplazada por Carla Foderingham, quien fue la segunda presentadora con más años de servicio desde 1998-2003, seguida por Colleen Holder, quien fondeó entre 2003-2007. Samantha John se desempeñó como la presentadora principal más reciente y más antigua de la estación entre 2006 y 2014, un período que abarcó un total de ocho años.

## Lemas
- CELEBRATING 20 YEARS OF BROADCAST EXCELLENCE (15 de septiembre de 2011)
- IF IT'S HAPPENIN' IT'S ON 6!
- THE TV6 NEWS - REVEALING FACTS, PROVOKING OPINIONS

## Radio
TV 6 está disponible para escuchar en vivo en 87.7 FM.